# ووکاش پالکوفسکی
ووکاش پالکوفسکی (لهستانی: Łukasz Palkowski؛ زادهٔ ۲ مارس ۱۹۷۶) کارگردان فیلم، فیلم‌نامه‌نویس اهل لهستان است.
از فیلم‌های او می‌توان به خیوکا، تله، بلفر، رفتارشناس، خدایان و درهم‌شکستن محدودیت‌ها اشاره کرد.